# Războiul stelelor: Trezirea Forței
Trezirea Forței  este al șaptelea film din seria de filme space opera Războiul stelelor. A avut premiera la 18 decembrie 2015. Filmul face parte din a treia trilogie planificată din seria de filme Star Wars, continuând povestea din Star Wars Episode VI: Return of the Jedi. Este primul film Star Wars produs de Lucasfilm aflat în proprietatea companiei Disney. Stabilit la aproximativ treizeci de ani de la Războiul stelelor - Episodul VI: Întoarcerea lui Jedi și dispariția lui Darth Vader, scenariul prezintă povestea a trei tineri conducători, alături de personaje din filmele anterioare.

## Prezentare
Au trecut aproximativ 30 de ani de la distrugerea ultimei Stea a Morții, iar Luke Skywalker, ultimul Jedi, a dispărut. Primul Ordin a preluat puterea de la un Imperiu Galactic decăzut și urmărește să elimine Republica și odată cu ea pe Luke Skywalker. Rezistența, susținută de Republică și condusă de sora geamănă a lui Luke, Leia Organa, i se opune în timp ce-l caută pe Luke pentru a primi ajutorul său.

## Distribuție
- Harrison Ford ca Han Solo[5], un hoț și un contrabandist
- Carrie Fisher ca Prințesa Leia Organa[5], fosta prințesă de pe planeta Alderaan, devenită acum conducătoare a Rezistenței
- Mark Hamill ca Luke Skywalker[5][6], unul din ultimii cavaleri Jedi
- Anthony Daniels ca C-3PO[5], un robot humanoid de protocol
- Peter Mayhew ca Chewbacca[5], un Wookiee, este tovarășul loial al lui Han Solo
- Kenny Baker ca R2-D2[5], un robot
- John Boyega[5] ca Finn, un soldat care a părăsit Primul Ordin
- Daisy Ridley[5] ca Rey, principala protagonistă din a treia trilogie de filme Războiul stelelor; ea este inițial un gunoier de pe planeta Jakku care se întâlnește cu BB-8 și apoi cu Finn, un soldat care a părăsit Primul Ordin. Rey începe să învețe singură să controleze Forța care este puternică în ea.
- Adam Driver[5] ca Kylo Ren, un cavaler negru în care Forța este puternică și care a devenit comandant al Primului Ordin. În finalul filmului poartă o luptă cu sabia laser cu Finn și apoi cu Rey
- Oscar Isaac[5] ca Poe Dameron, un pilot al Rezistenței
- Andy Serkis[5] - Comandantul Suprem Snoke al Primului Ordin
- Domhnall Gleeson[5] - General Hux, comandant al Primului Ordin de pe Baza Starkiller
- Max von Sydow[5] ca Lor San Tekka, un aventurier retras de pe Jakku care ajută Rezistența în a-l găsi pe Skywalker
- Dave Chapman și Brian Herring - ca păpușari pentru BB-8, un robot care primește de la Lor San Tekka o parte a hărții unde se află Luke Skywalker
- Lupita Nyong'o[1][7][8] ca Maz Kanata, un personaj înțelept și perceptiv care operează sub acoperire într-un bar de pe planeta pădurilor liniștite, Takodana.
- Gwendoline Christie este Căpitanul Phasma, un ofițer al Primului Ordin
- Crystal Clarke
- Pip Anderson
- Christina Chong

## Producție
J.J. Abrams a semnat un contract pentru a regiza un scenariu scris de Michael Arndt. Producătorii filmului sunt Kathleen Kennedy și mai vechiul colaborator al lui Abrams, Bryan Burk. Creatorul Star Wars, George Lucas, va acționa în calitate de consultant creativ al Episodului VII (și în alte viitoarelor filme Star Wars). Actorii Carrie Fisher, Harrison Ford și Mark Hamill, care au apărut în producțiile anterioare Episoadele IV-VI, vor apărea și în acest film iar John Boyega, Daisy Ridley, Adam Driver li se vor alătura, împreună cu mai multi actori noi. Pe data de 29 noiembrie 2014 trailer-ul oficial a fost lansat.

## Continuări
La 20 iunie 2014, Rian Johnson a confirmat că este în negocieri pentru a scrie și regiza Războiul stelelor - Episodul VIII și pentru a scrie o schiță pentru Războiul stelelor - Episodul IX.

## Legături externe
- Star Wars Episode VII at StarWars.com
- Star Wars Episode VII la Internet Movie Database
- Star Wars: Episode VII - The Force Awakens pe cinemagia
- Star Wars: Episode VII - The Force Awakens Arhivat în 9 iulie 2015, la Wayback Machine. pe cinemarx.ro

## Vezi și
- Lista celor mai costisitoare filme